# Romantikerhaus

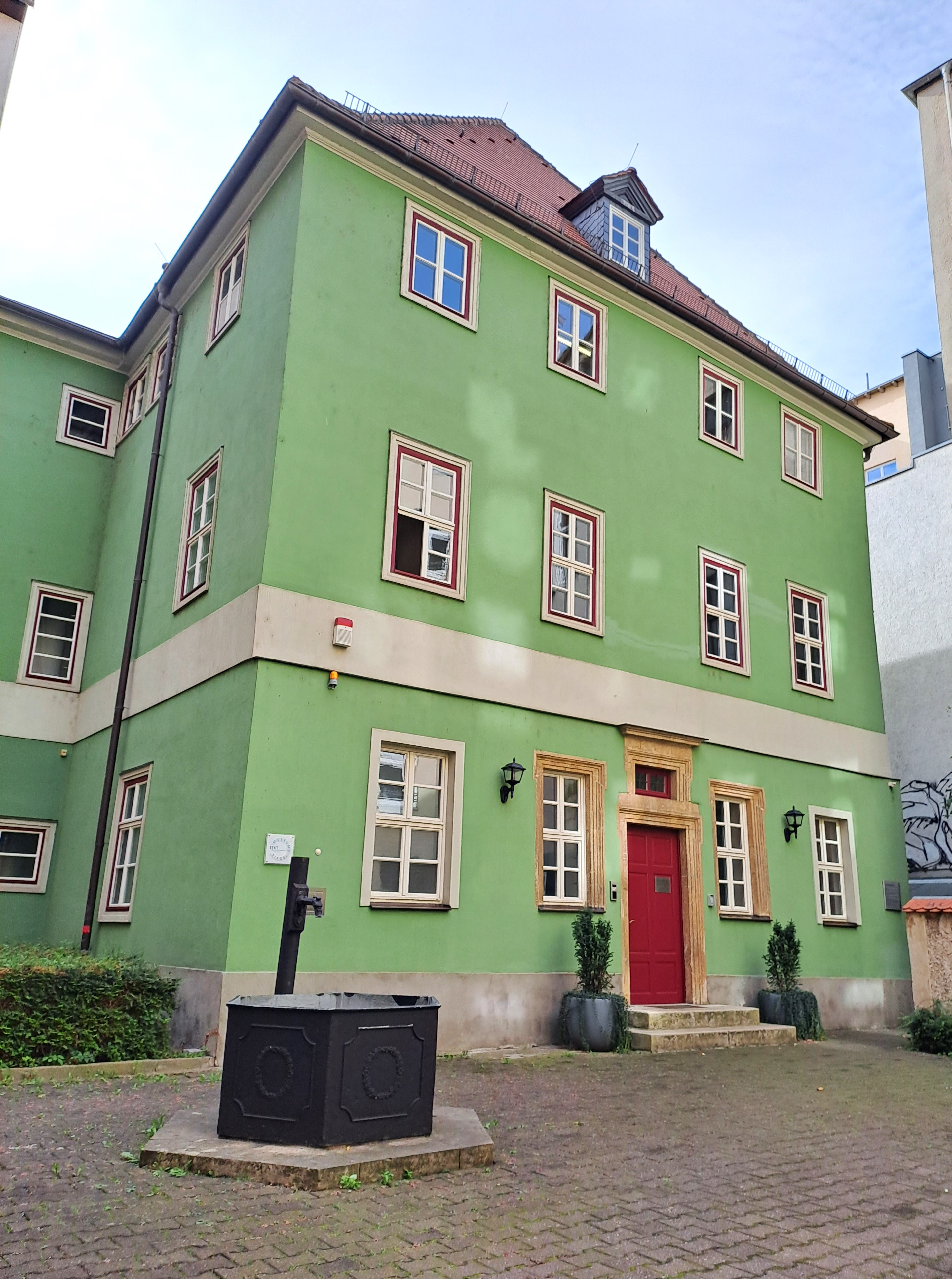
Romantikerhaus (2023)

Das Romantikerhaus Jena ist ein Museum, das sich der Erforschung, Bewahrung und Vermittlung der Jenaer Frühromantik verpflichtet sieht. Als Teil der Städtischen Museen Jena gehört es zum Eigenbetrieb JenaKultur. Es ist das einzige Jenaer Museum in städtischer Trägerschaft, das exklusiv an die kulturelle Blüte der Stadt um 1800 erinnert sowie deren Bedeutung für die Kunst und Kultur der Moderne befragt.
Das Museum befindet sich im ehemaligen Wohnhaus des Philosophen Johann Gottlieb Fichte. Es ist somit nicht mit dem historischen ‚Romantikerhaus‘ identisch. Das historische ‚Romantikerhaus‘ befand sich einst in der Leutragasse 5 und wurde von den Brüdern August Wilhelm und Friedrich Schlegel sowie dessen Frauen Caroline Schlegel und Dorothea Veit bewohnt. 1945 wurde dieses Gebäude bei der Bombardierung Jenas zerstört. Die Leutragasse ging mit der Errichtung des JenTower und des heutigen Eichplatzes verloren.

## Chronik
- 1669: Errichtung des Gebäudes am Rande der Stadt
- 1795–1799: Wohnhaus (mit Hörsaal) von Johann Gottlieb Fichte
- 1981–1998: Jenaer Kunstsammlung und Gedenkstätte der deutschen Frühromantik
- 1999: Romantikerhaus Jena | Literaturmuseum Romantikerhaus
- seit 2005: eine Einrichtung von JenaKultur
- 2021: Havarie und anschließende Sanierung
- 2022: Wiedereröffnung des sanierten Gebäudes als 'Romantikerhaus Jena'

## Geschichte des Gebäudes und dessen Identifikation als „Romantikerhaus am Löbdergraben“

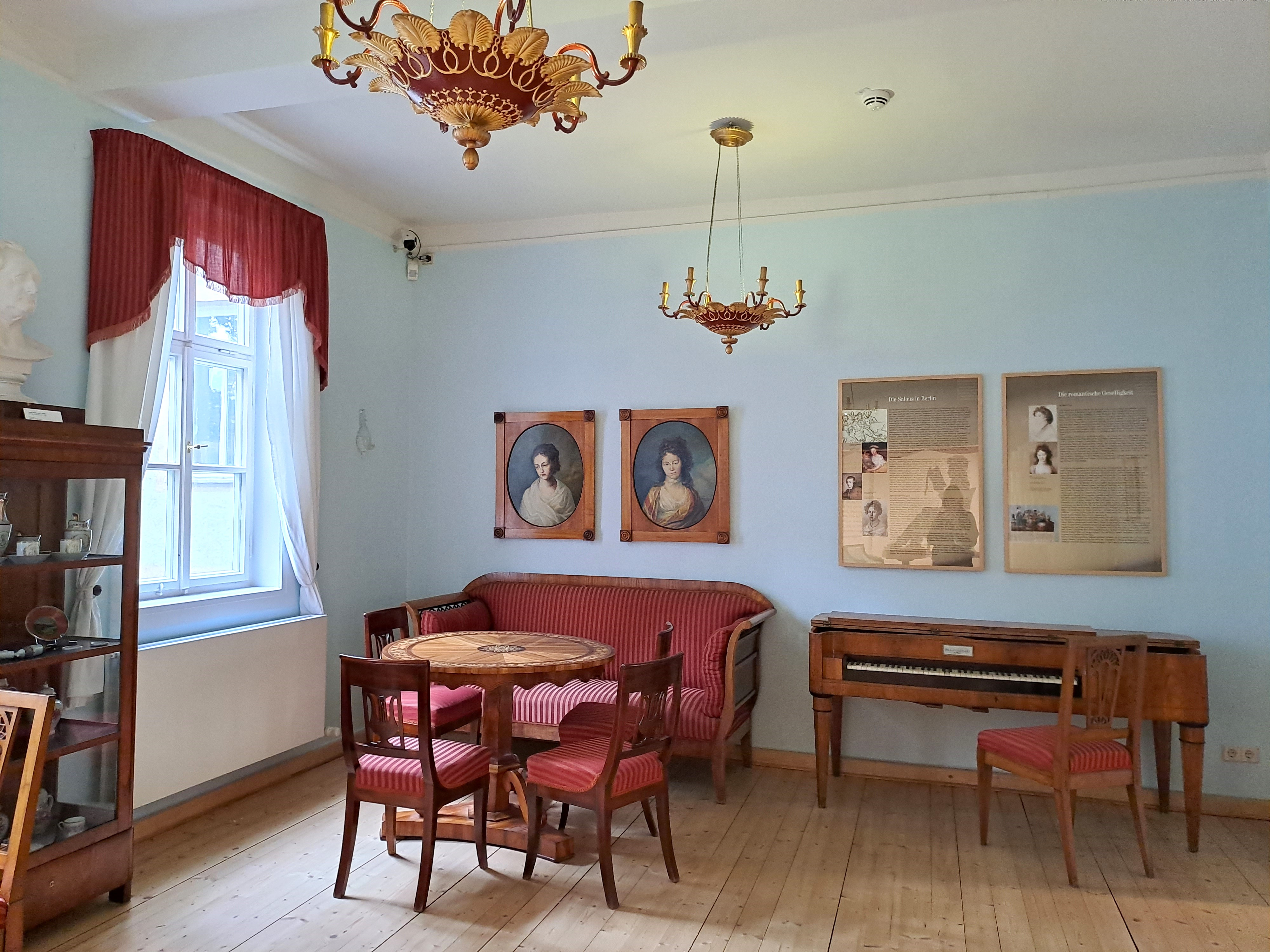
Ausstellungsraum

Obwohl es sich bei dem Museumsgebäude nicht um das historische ‚Romantikerhaus‘ handelt, stellt der Ort ein authentisches Zeugnis der Jenaer Stadtgeschichte um 1800 dar. Um 1670 errichtet und einst in unmittelbarer Nähe der südöstlichen Stadtmauer gelegen, befindet es sich heute im Zentrum der Jenaer Innenstadt unweit des Roten Turmes. Dendrochronologische Untersuchungen haben ergeben, dass die Balken des Dachstuhls aus Kiefern-, Fichten- und Tannenholz bestehen, das in den Wintermonaten 1667/68 und 1668/69 gefällt wurde. Anfang des 20. Jahrhunderts wurde das Umfeld durch städtebauliche Maßnahmen großflächig umstrukturiert, sodass es sich bei dem Museumsgebäude um das einzige vormoderne Haus innerhalb des Areals handelt.
Vor seiner Nutzung als Museum diente das Gebäude als Wohnhaus. Bewohner waren etwa der Komponist und Hofkapellmeister Adam Drese, der Mediziner Karl Wilhelm Stark und der Philosoph Johann Gottlieb Fichte.
Fichte kam 1794 als Professor nach Jena und erwirbt das großzügige Wohnhaus laut Ratsgüterbuch der Stadt 1795 von einem Bäckermeister. Noch mit dem Vorhaben, das Haus nur zu mieten, schrieb Fichte am 21. Juli 1794 an seine Frau Johanne nach Zürich:
Fichtes Aufenthalt in dem Gebäude blieb im kollektiven Gedächtnis der Stadt dauerhaft präsent und bis zum Beginn des 20. Jahrhunderts wurde das ehemalige Wohnhaus des Philosophen keineswegs als „Romantikerhaus“ angesehen. So wurde Mitte des 19. Jahrhunderts der sich im Norden unmittelbar an das Haus anschließende Platz von ‚Sitzenplan‘ in ‚Fichte-Platz‘ umbenannt und mit einer weißen Erinnerungstafel an den Wohnort des Philosophen erinnert. Der Tradition der Jenaer Erinnerungstafeln und ihrer zum Teil spekulativen Präsentationsorte innerhalb der Stadt ist es zu verdanken, dass es Anfang des 20. Jahrhunderts zu der fälschlichen Identifikation des Fichte-Hauses als ‚Romantikerhaus‘ kam.
Anlässlich des 300-jährigen Jubiläums der Universitätsgründung wurden ab 1858 zahlreiche Gedächtnistafeln an Gebäudefassaden angebracht, um an das Wirken ihrer einstigen Bewohner zu erinnern. Da man den Aufenthaltsort einzelner Persönlichkeiten jedoch nicht mehr zweifelsfrei rekonstruieren konnte, wurden auch solche Häuser mit Gedenktafeln geschmückt, bei denen man die Anwesenheit der zu ehrenden Personen nur spekulieren oder symbolisch in Erinnerung rufen konnte. Dies galt auch für die Gedenktafeln der Brüder August Wilhelm und Friedrich Schlegel, die an das sogenannte ‚Haus Rößler‘ am damaligen Fichteplatz angebracht wurden. Bei diesem Haus handelte es sich um das Nachbargebäude des ehemaligen Fichte-Wohnhauses, das sich mit seiner anderen Seite an den südöstlichen Stadtmauerturm (heute Roter Turm) am Löbdergraben anschloss. Diese Gedenktafeln der Schlegels am Nachbargebäude des Fichte-Hauses waren maßgeblich dafür verantwortlich, dass sich in den Stadt- und Touristenführern von Jena die Erzählung des ‚Romantikerhauses am Löbdergraben‘ etablierte.
Im Rahmen der großflächigen städtebaulichen Umgestaltung des Areals wurde das Haus Rößler abgerissen und durch ein neues Gebäude ersetzt. Die Erinnerungstafeln der abgerissenen Häuser wurden daraufhin an der Fassade des Fichte-Wohnhauses angebracht, darunter u. a. die für August Wilhelm Schlegel, Friedrich Schiller und Georg Friedrich Hegel. Mit diesem Wechsel der Tafeln an die Fassade des Fichte-Wohnhauses wurde die Legende des ‚Romantikerhauses am Löbdergraben‘ auf das Gebäude übertragen.

## Museum zur Frühromantik in Jena

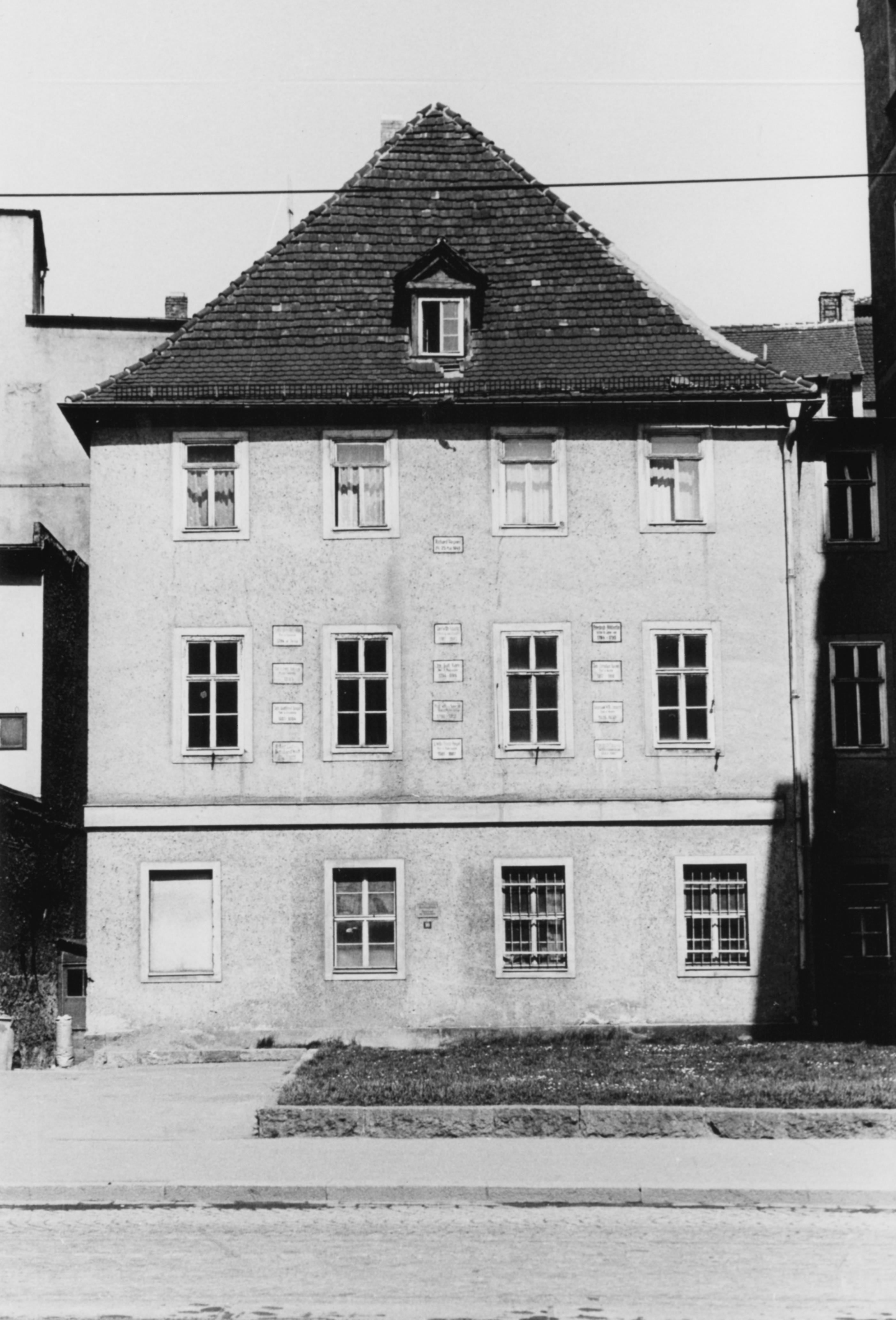
Das 'Romantikerhaus' im ehemaligen Wohnhaus Johann Gottlieb Fichtes vor der Sanierung (um 1979)

Mit dem zunehmenden Wissen um die Bedeutung der Jenaer Frühromantik für die Genese der Romantik in Europa beschloss man, in Jena museal an die Frühromantik zu erinnern. Zu diesem Zweck wurde 1981 eine „Gedenkstätte der deutschen Frühromantik“ im Erdgeschoss des bis dahin als Wohnhaus genutzten Gebäudes eröffnet. In den beiden Obergeschossen befand sich bis 1998 die Jenaer Kunstsammlung.
1999 wurde im Rahmen umfangreicher Umgestaltungsmaßnahmen das heutige ‚Romantikerhaus Jena‘ eröffnet, das sich insbesondere als ‚Literaturmuseum Romantikerhaus‘ begriff. Seitdem widmet sich die Dauerausstellung des Museums im Erdgeschoss der Jenaer Gelehrtenrepublik um 1800 und der Philosophie Johann Gottlieb Fichtes. Darauf aufbauend thematisiert die Ausstellung im ersten Obergeschoss das Leben und Wirken der Jenaer Frühromantiker, deren Arbeit am Konzept einer Neuen Mythologie sowie dem Einfluss der Französischen Revolution auf die Romantik und die Bedeutung Jenas als Verlagsstadt. Das zweite Obergeschoss gibt mit Johann Wilhelm Ritter und Friedrich von Hardenberg (Novalis) wiederum Einblicke in die romantische Naturwissenschaft und beherbergt zudem zwei Wechselausstellungsräume. In ihnen finden regelmäßige kunst- und kulturhistorische Sonderausstellungen statt.
Anlässlich seiner Wiedereröffnung vergibt das Romantikerhaus seit 2000 den Caroline-Schlegel-Preis der Stadt Jena für herausragende Leistungen im Genre Essayistik.
Seit 2005 gehört das ‚Romantikerhaus Jena‘ als Teil der Städtischen Museen Jena zum Eigenbetrieb JenaKultur.
In Folge einer Havarie im Februar 2021 wurde das Museum umfangreich saniert, sodass das Haus im April 2022 seinen Ausstellungsbetrieb wieder aufnehmen konnte. Im Sinne der romantischen Geselligkeit pflegt es seine Tradition als Ort der Begegnung und des kulturellen Austauschs. Dabei hat sich das Selbstverständnis des Hauses von dem eines Literaturmuseums gewandelt und versteht die Romantik verstärkt als multimediale kulturhistorische Strömung, die Literatur, Philosophie, bildende Kunst und gesellschaftliche Verhältnisse gleichermaßen umfasst.